# Xalapa-Enríquez
Xalapa-Enríquez (röviden Xalapa, más írásmóddal (nem hivatalosan) Jalapa) Mexikó Veracruz államának fővárosa. Lakossága 2010-ben kb. 425 000 fő volt, de a 7 községből álló agglomerációban több mint 666 000-en éltek.

## Földrajz

### Fekvése
A város Veracruz állam középső részén, Capital régióban helyezkedik el, a Vulkáni-kereszthegység keleti peremén, a Cofre de Perote hegycsúcstól kb. 25 km-rel keletre. Fekvése a domborzatát is meghatározza: a város területén a felszín nyugatról keletre, ha nem is egyenletesen, de lejt. A város közepén emelkedik az 1586 méteres Macuitépetl csúcs, mely egyben a település legmagasabb pontja is.

### Éghajlat
A város éghajlata igen meleg és csapadékos. A leghidegebb hónap a január, de az átlaghőmérséklet még ekkor is 16,7 °C, a legforróbb a május, 22,8 °C-os átlaggal. Az eddigi rekordmeleg 38,4 °C volt, a legnagyobb hideg pedig +0,2 °C. Az évi 1500 mm-nyi csapadék döntő része júniustól szeptemberig hull.
| Hónap                                   | Jan. | Feb. | Már. | Ápr. | Máj. | Jún. | Júl. | Aug. | Szep. | Okt. | Nov. | Dec. | Év   |
| --------------------------------------- | ---- | ---- | ---- | ---- | ---- | ---- | ---- | ---- | ----- | ---- | ---- | ---- | ---- |
| Rekord max. hőmérséklet (°C)            | 32,4 | 33,4 | 37,4 | 37,0 | 38,4 | 36,0 | 31,5 | 31,9 | 32,4  | 32,9 | 33,0 | 32,4 | 38,4 |
| Átlagos max. hőmérséklet (°C)           | 21,9 | 22,8 | 26,6 | 26,9 | 28,3 | 25,8 | 25,2 | 25,7 | 25,7  | 25,0 | 23,7 | 22,6 | 25,0 |
| Átlaghőmérséklet (°C)                   | 16,7 | 17,0 | 20,4 | 21,2 | 22,8 | 20,9 | 20,6 | 21,0 | 21,0  | 20,1 | 18,8 | 17,4 | 19,8 |
| Átlagos min. hőmérséklet (°C)           | 11,4 | 11,2 | 14,2 | 15,5 | 17,3 | 16,1 | 15,9 | 16,2 | 16,4  | 15,2 | 14,0 | 12,2 | 14,7 |
| Rekord min. hőmérséklet (°C)            | 0,2  | 2,5  | 7,8  | 8,0  | 10,5 | 10,0 | 11,0 | 9,5  | 9,8   | 9,8  | 6,8  | 3,5  | 0,2  |
| Átl. csapadékmennyiség (mm)             | 42   | 38   | 46   | 61   | 121  | 328  | 203  | 171  | 270   | 105  | 67   | 50   | 1501 |
| Forrás: Servicio Meteorológico Nacional |      |      |      |      |      |      |      |      |       |      |      |      |      |

## Közlekedés
A városon halad át a 140-es szövetségi főút, mely Veracruzzal, Pueblával és Mexikóvárossal köti össze. A város modern buszállomása, a CAXA, 1990-ben nyílt meg.
Nemzetközi repülőtere nincs, csak egy kisebb belföldi repülőtér, az El Lencero, melyet 2013-ban terveznek bővíteni és fejleszteni.

## Népesség
Ahogy egész Mexikóban, Xalapa szűken vett városában is és az agglomerációban is folyamatosan növekszik a népesség. Ezeket a változásokat szemlélteti az alábbi táblázat:
| Év   | Lakosság (Xalapa város) | Lakosság (Xalapai agglomeráció) |
| ---- | ----------------------- | ------------------------------- |
| 1990 | 279 451                 | 431 539                         |
| 1995 | 324 081                 | 508 421                         |
| 2000 | 373 076                 | 554 990                         |
| 2005 | 387 879                 | 595 043                         |
| 2010 | 424 755                 | 666 535                         |

## Története

### Nevének eredete
A Xalapa elnevezés a navatl nyelvű xallapan szóból ered: a xalli jelentése homok, az apan jelentése forrás vagy folyó, így a teljes név értelme körülbelül: folyó a homokban. A város nevét kétféleképpen írják, X és J kezdőbetűvel is, de 1978-ban rögzítették, hogy hivatalosan X-szel kell írni.

### A spanyolok előtt
A város alapításának pontos éve nem ismert, de például Rivera Cambas történész szerint 1313-ban jött létre Xalapa. Az sem bizonyos, hogy kik voltak első lakói. Vannak, akik szerint a totonák nép, akik először a Macuitépetl lábánál telepedtek meg, később megalapították Xallitic falut a mai város északi részén. Mások úgy vélik, a toltékok Yucatán és Közép-Amerika felé történő vándorlásuk során egy ideig itt is megtelepedtek egy időre. Régészek azt állapították meg, hogy a mai Xalapa területén 4 különböző népcsoport 4 falut alapított: a már említett Xalliticen kívül a város keleti részén a csicsimékek Techacapant, északkeleten a toltékok Tecuanapant, délkeleten pedig a teocsicsimékek Tlalnecapant hozták létre. Később a négy falu növekedni kezdett, majd egybeépültek, és közös nevük Xallapan lett, innen származik a mai város neve is. Az ősi települések ma a modern város külső kerületeit alkotják, megtartva régi neveiket. Moctezuma Ilhuicamina, az ötödik azték uralkodó 1457-ben hódította meg a területet, és az ő fennhatóságuk alá tartozott egészen a spanyolok megérkezéséig.

### A spanyol hódítás és a következő évszázadok
Az első spanyol, aki elérte a területet, Hernán Cortés volt 1519. augusztus 17-én. Az indiánok keresztény hitre térítésének céljából 1555-ben építették fel a Szent Ferenc kolostort, ahonnan a következő évtizedekben a környék hittérítő missziói kiindultak. Az új urak lerombolták a korábbi indián szentélyeket, helyükbe keresztény templomokat építettek: Xalliticben az El Calvariót, Techacapanban a San José de la Lagunát, a Szent Jakab-templomot Tlalnecapanban, a központban pedig a Santa María de la Concepciónt, ami ma a Xalapai Érsekség központja.
A hódítás idején a település ritkán lakott volt, utána lassú növekedésnek indult, köszönhetően annak, hogy földrajzilag kedvező helyen feküdt: a Mexikóváros–Veracruz út mentén. Azonban amikor ennek az útnak a vonalát úgy módosították, hogy Orizabán keresztül vezetett, és elkerülte Xalapát, a fejlődés megállt, körülbelül a 17. század végéig nem nőtt a lakosság.
1720-ban rendezték meg az első xalapai vásárt, melyet a következő években újabbak követtek, és mely messze földről vonzotta a kereskedőket, hozzájárulva ezzel a település fejlődéséhez. Ettől az évtől kezdve a környező falvakból számos spanyol család költözött be a városba, így 1760-ra már 1000 fő fölé nőtt az összlakosság. A folyamatos fejlődés következményeként a lakók úgy döntöttek, Juan Vicente Güemes Pacecho Padilla alkirályhoz fordulnak, hogy kezdeményezze IV. Károly spanyol királynál a település magasabb rangra emelését: 1791. december 18-án a villa rangra avatás be is következett és Xalapa címert is kapott.
1784. május 18-án itt emelkedett a levegőbe egész Amerika első hőlégballonja, amikor pedig Alexander von Humboldt báró 1804. február 10-én meglátogatta a várost, a virágos környezetnek hála, elnevezte „Ciudad de las Floresnek”, vagyis A Virágok Városának.

### 19. század, függetlenség

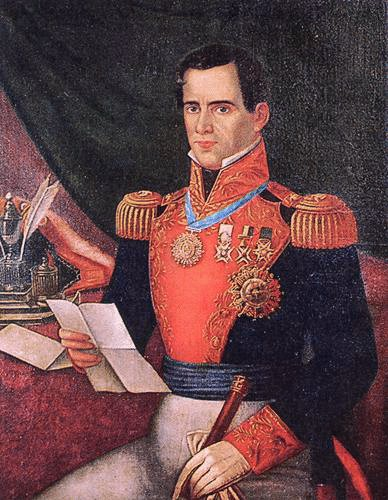
Antonio López de Santa Anna

A függetlenségi harcok során 1821. május 20-án Antonio López de Santa Anna csapatai támadták meg a várost, akik Joaquín Leñóval együtt győzelmet arattak a spanyolhű Juan Horbregoso fölött. Amikor később Agustín de Iturbide, Mexikó első császára a városba látogatott, igen „hűvös” fogadtatásban részesült a nép részéről. 1824. május 9-én Guadalupe Victoria elnöksége idején jött létre a városban Veracruz állam első törvényhozó testülete, és még ebben az évben Xalapát nyilvánították az állam fővárosává. Azóta kisebb (háborús okok miatti) megszakításokkal továbbra is ezt a szerepet tölti be.
1829-ben Anastasio Bustamante 3000 embere települt le Xalapában és a közeli városokban (Orizaba és Córdoba), hogy megvédjék a területet Isidro Barradas esetleges támadásától, melynek célja az immár független Mexikó visszaszerzése lett volna a spanyolok számára. Azonban Bustamante visszaélve a belé helyezett bizalommal, árulóvá vált és felkelést szervezett a december 4-én aláírt Xalapa-terv által törvényesített kormányzat ellen.
1830. november 29-én nyerte el a település a ciudad (város) rangot (az eddigi villa ennél alacsonyabb fokú volt). 1838-ban Santa Anna tábornok serege itt csapott össze a francia expedíciós hadsereggel, amely az úgynevezett cukrászdaháború keretében folytatott hadműveletet Mexikóban. A győzelmet a franciák szerezték meg, maga Santa Anna tábornok is olyan súlyos sérülést szenvedett, hogy elvesztette a lábát.[forrás?] 1843-ban Antonio María de Rivera itt alapította meg az egész ország első gimnáziumát, a Colegio Nacional de Xalapát (ma: Colegio Preparatorio).

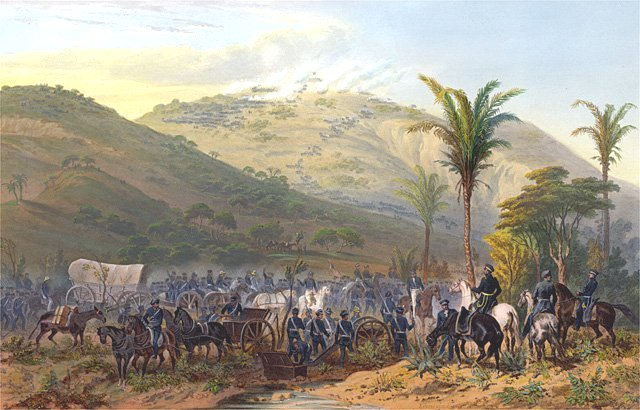
A Cerro Gordó-i csata egy festményen

Az amerikai támadás idején 1847-ben Antonio López de Santa Anna a város közelében található Cerro Gordo nevű helyen próbálta meg feltartóztatni az ellenséget, ám április 18-án a mexikói csapatok sajnos véres vereséget szenvedtek, és az amerikaiak másnap megszállták Xalapát. Két hős katonát, Ambrosio Alcaldét és Antonia Garcíát foglyul ejtettek, de később szabadon bocsátották őket azzal a feltétellel, hogy többé nem fognak fegyvert az észak-amerikai megszállókra. Ők azonban újra beavatkoztak a harcba, így amikor Teocelónál újra elfogták őket, Xalapában a megszállók egy haditanácsa halálra ítélte őket. Az ítéletet 1847. november 24-én hajtották végre. A kivégzés helyén ma emlékmű emelkedik.
1854 májusában Benito Juárez későbbi elnök is ellátogatott a városba. Az utcát, ahol megszállt, később róla nevezték el.
A francia invázió idején, 1862 novemberében szállták meg az idegen csapatok a várost: franciák, angolok és spanyolok (utóbbi kettő nemzet katonái azonban hamar kivonultak Mexikóból), valamint egy önkéntesekből verődött kontingens, amelyet osztrákok, magyarok és lengyelek alkottak, továbbá a megszállók között volt az úgynevezett Belga Idegenlégió és egy szudáni-egyiptomi hadtest is. Ezen önkéntes megszálló erők a Habsburg-Lotharingiai császár, Miksa katonaságát képezték, akinek legfőbb támogatói mégis a franciák lettek.[forrás?] Útban Mexikóváros felé, a császár Xalapában szállt meg, majd 1867. november 27-én is visszatért ide: igaz, ekkor már holtan. Később a holttestet Veracruz városába szállították, ahonnan ugyanazon a Novara fregatton vitték haza Ausztriába, mellyel korábban Mexikóba érkezett.
1885-ben Juan de la Luz Enríquez tábornok lett az állam kormányzója, ő költöztette a még Orizabában levő államirányítási szerveket Xalapába. 1886-ban ő alapította meg az ország első normáliskoláját is. Az ő idején bontották le a több évszázados Szent Ferenc-kolostort, és alakították ki helyén a jelenlegi Juárez parkot, és szintén az ő kormányzása alatt, 1890-ben érkezett a városba az első mozdony. A tábornok 1892. március 17-én hunyt el, 13 nappal később nevezték át a várost emlékére Xalapa-Enríqueznek. A számos iskola hírnevet szerzett a városnak, ezzel érdemelte ki a La Atenas Veracruzana, vagyis „A veracruzi Athén” elnevezést is.

### 20. század
A század elején tovább fejlődött a város: 1901-ben nyílt meg a Mexikóváros–Veracruz vasútvonal, majd 1904-ben elindult a közvilágítás.
A forradalom idején 1911. május 18-án Francisco I. Madero is ellátogatott Xalapa-Enríquezbe. Június 21-én került sor a városban az első ütközetre Porfirio Díaz hívei és a forradalmárok között, amikor Emilio Léyceguit próbálták meg kormányzóvá kinevezni.
1920. január 3-án erős földrengés rázta meg a várost, számos épületet romba döntve. 1923 decemberében a Guadalupe Sánchez által vezetett huertisták foglalták el Xalapát, majd 1924-től Heriberto Jara Corona került az állam élére, akinek idején több fontos épület is felépült a városban, köztük az Estadio Xalapeño stadion, melynek 1926-os avatásán maga Plutarco Elías Calles elnök is megjelent.
Adalberto Tejeda Olivares kormányzó idején (1928–1932) az oktatás fejlesztése került előtérbe és felépült az anyaotthon is, viszont olyan törvényeket is hoztak, melyek hátrányosak voltak a katolikus egyházra nézve, és több templomot is bezártak. Felépült egy mauzóleum is a Macuiltépetl hegyen, ahol a környékhez kötődő forradalmárok testét helyezték el.
Miguel Alemán kormányzó a kormányzati palotát bővíttette nyugat felé (emiatt régi épületeket, mint például a Palacio Municipalt is lebontottak), Fernando Casas Alemán kormányzó idején pedig az ivóvízrendszer épült ki és mezőgazdasági központot is létrehoztak. 1944 őszén alapították meg az Universidad Veracruzana egyetemet, mely hivatalosan 1945. január 1-jén nyílt meg. 1956-ban avatták fel az új Palacio Municipalt (községi palota), 1964-ben pedig a normáliskola új épületét. 1982-ben nyílt meg a város első kereskedelmi központja, a Plaza Crystal, 1989-ben pedig új, modern kórházat avattak. 1990-ben nyílt meg a CAXA nevű buszpályaudvar.

## Látnivalók, turizmus

### Műemlékek

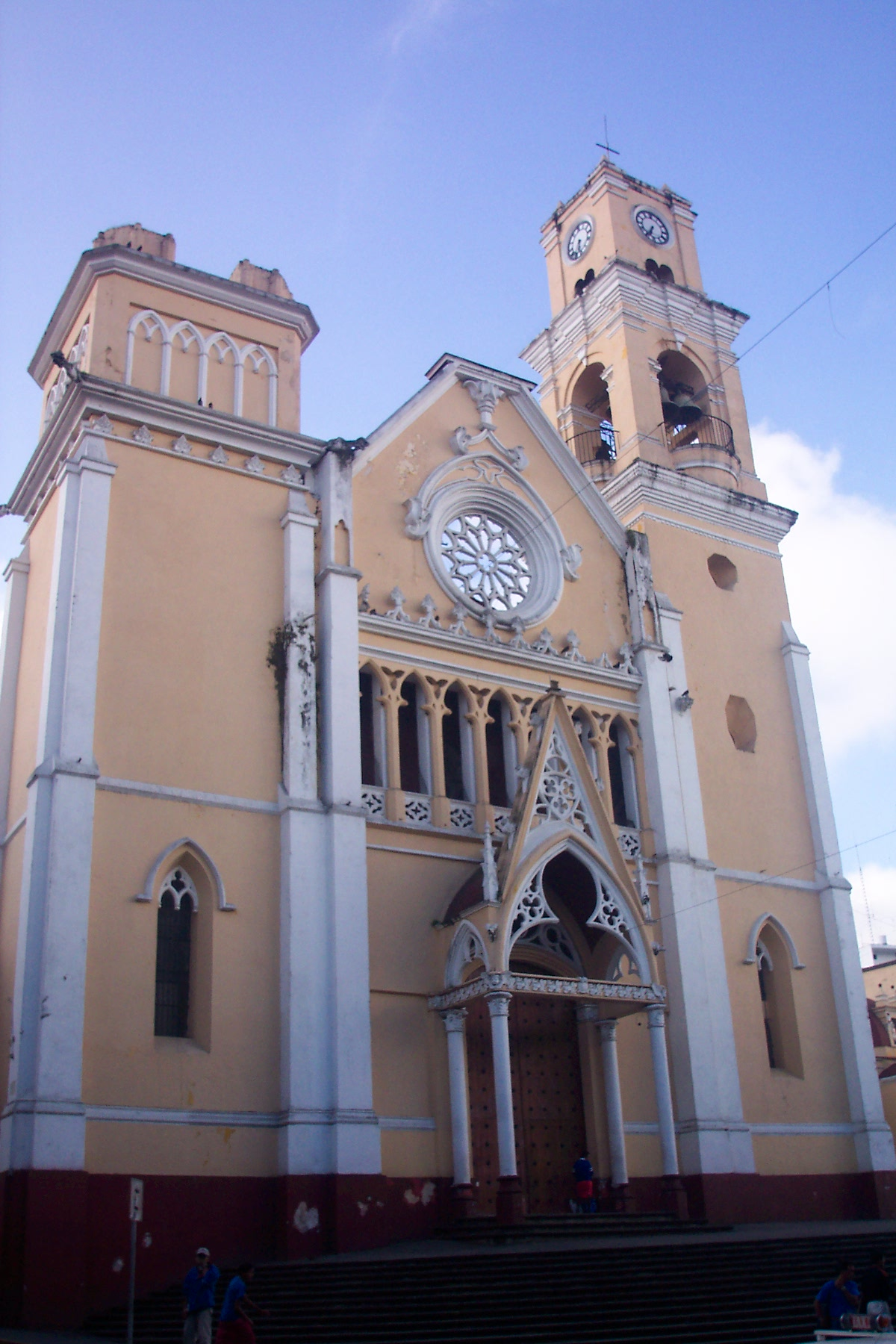
A xalapai székesegyház

A város legjelentősebb műemléke a székesegyház, melynek építése 1641-ben kezdődött, de csak 1772-ben fejeződött be. Eredetileg barokk stílusban épült, de 1895-ös átépítése során neogótikus elemeket is kapott, és a homlokzatán klasszicista jegyek is feltűnnek. 1964-ben helyezték el a belső kápolnában a később (1995-ben) boldoggá avatott Rafael Guizar y Valencia (1877–1937), Veracruz ötödik püspökének testét.
A belvárosban emellett 350-nél is több történelmi épület maradt meg, és néhány újabb műemlék is található a városban. Említést érdemel az 1855-ben építeni kezdett, vörös kőből készült Kormányzati Palota, a Községi Palota (Palacio Municipal), a Szent József-templom, a Juárez-park, a főiskola, valamint a 18. században kialakított pihenőhely a távoli városok között utazók számára. 1986-ban a régi temetőt is műemléki területté nyilvánították. Számos szobor, dombormű és nagy méretű falfestmény is díszíti még a város tereit és középületeit.

### Múzeumok
Két fontos múzeum működik a városban. Az első a Museo de Antropología de Xalapa (MAX), melynek előzményei 1937-re nyúlnak vissza, amikor a városban létrehoztak egy indiánokkal kapcsolatos gyűjteményt. Ma három fő részlegben mutat be 2000-nél is több történelmi emléket: külön az olmék, a totonák és a vaszték kultúrából. Egyik kiemelkedő értéke az olmék korból származó Las Limas-i szobor. A másik jelentős múzeum a Museo Interactivo de Xalapa (MIX), (korábban Museo de Ciencia y Tecnología), mely technikatörténeti és tudományos kiállításokat tartalmaz, valamint közlekedési eszközök gyűjteményét is.

## Kultúra

### Rendezvények
Minden év április-májusi időszakában rendezik meg az Expo-Xalapa nevű nemzetközi vásárt, emellett az év során számos vallási ünnepet is tartanak: március 19-én Szent József napját, július 25-én Szent Jakab apostolét, augusztus 22-én Jézus szíve napját, december 8-án a szeplőtelen fogantatást és december 12-én a Guadalupei Szűzanya napját ünneplik.

### Legendák
Két helyi kötődésű „legenda” él a nép ajkán. A Callejón del Diamantéről (Gyémánt utcáról) szóló történet egy szép lány házasságtöréséről szól, aki szeretőjénél felejtette gyémántos jegygyűrűjét, és férje, amikor ezt felfedezte, megölte őt. Ezért nevezték el azt az utcát, ahol a lány lakott, Gyémánt utcának. A másik, modern kori történet a hét templomról szól: eszerint egy taxisofőr, aki nagycsütörtök éjjelén is dolgozott, egy ismeretlen nőt szállított, aki végigjárta a város hét templomát, majd egy csekkel fizetett. Amikor a taxis megpróbálta beváltani a csekket, kiderült, hogy azon egy 46 éve halott milliomosnő aláírása szerepel.

### Hagyományok
A helyi női népviselet jellemzően színes pamutszoknyából és egy quexuémitl nevű blúzféleségből áll. A városban szimfonikus zenekar is működik és számos kézműves készít fújt üvegeket, olajfestményeket, bambusz- és fenyőbútorokat, agyag- és kerámiaedényeket, virágdíszeket és illatosított gyertyákat.

### Gasztronómia
A város neve leginkább a jalapeño paprikáról ismert, melyet a környéken termesztenek legnagyobb mennyiségben és gyakran használják helyi ételek készítéséhez is, például a töltött paprikához, vagy a chileatole de pollo nevű, mirrhafűvel ízesített kukoricás csirkehúsételhez. Tipikus helyi ételek még a caldo de hongos (melyhez egy Lentinus boryanus nevű gombát, mirrhafüvet és fokhagymát használnak), az izote-virággal (Yucca filifera) és paprikával töltött tamal, valamint a pipían rojo (fő összetevői a Cucurbita argyrosperma nevű tök (pipián vagy pipían), a mirrhafű és a paprika).

## Sport
Xalapa legsikeresebb sportegyesülete az Halcones UV Xalapa kosárlabdaklub, mely a mexikói első osztályú bajnokságban, a Liga Nacional de Baloncesto Profesionalban (LNBP) szerepel.
Labdarúgásban kevésbé sikeresek: a Búhos de Xalapa, más néven Estudiantes de Xalapa csak a harmadosztályú bajnokságban játszik.